# Direktes Druckverfahren

## Direktes Druckverfahren
Bei direkten Druckverfahren erfolgt die Farbübertragung direkt von der Druckform auf den Bedruckstoff, somit hat die Druckform direkten Kontakt mit dem zu bedruckenden Medium.
Beispiele: Flexodruck, Tiefdruck, Siebdruck

## Indirektes Druckverfahren
Bei indirekten Druckverfahren erfolgt die Farbübertragung über einen Zwischenträger. Die Farbe wird zunächst von der Druckform auf den Zwischenträger und schließlich vom Zwischenträger auf den Bedruckstoff übertragen.
Beispiele: Offsetdruck, Letterset, Tampondruck
Dies setzt bei der Druckformherstellung folgende Ausgangsfilme voraus:
- Direkte Druckverfahren: seitenverkehrtes Positiv oder Negativ (die Beschichtung befindet sich auf der nicht lesbaren/seitenverkehrten Seite des Films)
- Indirekte Druckverfahren: seitenrichtiges Positiv oder Negativ (die Beschichtung befindet sich auf der lesbaren/seitenrichtigen Seite des Films)

## Vorteile indirekter Druckverfahren
- Durch den Zwischenträger (z. B. Gummituch bei Offsetdruck) können auch Bedruckstoffe mit rauer bzw. grober Oberfläche bedruckt werden.
- Beim Tampondruck (indirektes Tiefdruckverfahren) ist es nur durch den Zwischenträger (Tampon) möglich, konkave und konvexe Körper zu bedrucken.
- Da kein direkter Kontakt zwischen Bedruckstoff und Druckform besteht, wird die Druckform nur vom kompressiblen Gummituch mechanisch belastet und nicht vom Bedruckstoff, was die Lebensdauer verlängert.
- Ein weiterer Vorteil ist, dass das Druckbild auf der Druckform schon leserlich ist. Infolgedessen kann der Drucker schon vor dem Einspannen der Druckplatte die Druckform kontrollieren.